# 499 aC

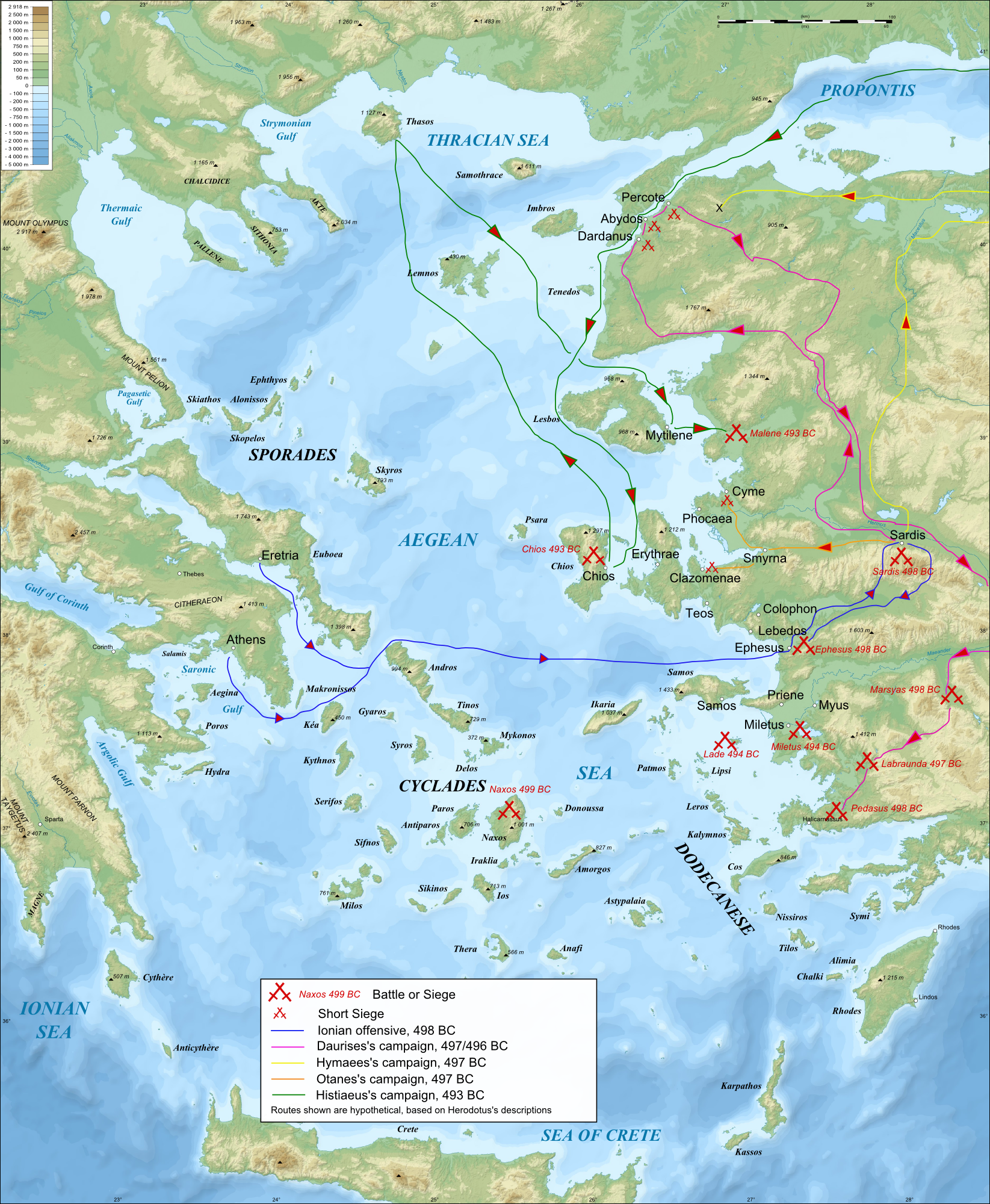
Campanyes de la Revolta jònica

El 499 aC va ser un any del calendari romà pre-julià. A l'Imperi Romà es coneixia com l'Any del Consolat d'Helva i Cicurí (o també any 255 ab urbe condita). La denominació 499 aC per a aquest any s'ha emprat des de l'edat mitjana, quan el calendari Anno Domini va ser el mètode prevalent a Europa per a anomenar els anys.

## Esdeveniments

### Grècia
- Després d'un atac fallit a l'illa rebel de Naxos l'any 502 aC (en nom dels perses), Aristàgores, tirà de Milet, per salvar-se de la ira de Pèrsia, planeja una rebel·lió amb els milesis i altres jonis. Amb l'ajuda d'Histieu (el seu sogre i anterior tirà de Milet), Aristàgores indueix a les ciutats jònies d'Àsia Menor a alçar-se contra els perses, instigant així la Revolta jònica. Els grecs de Jònia es rebel·len contra Pèrsia, dirigits per Aristàgores. El tirà de Mitilene, favorable als perses, és lapidat.[2]
- Aristàgores demana a Cleòmenes I, rei d'Esparta, que s'uneixi a la revolta contra els perses, però els espartans no es van deixar convèncer i es va retirar a Atenes.[3]
- Aristàgores va obtenir 20 naus dels atenencs i 5 trirrems dels eretris i entra a Jònia i arrib fins a Sardes, ciutat que ocupa i crema, destruint el temple de Cíbele.[4]
- Milcíades, el governant del Quersonès Traci, que ha estat sota la sobirania persa des de potser l'any 514 aC, s'uneix a la Revolta Jònica. S'apodera de les illes de Lemnos i Imbros que eren dels perses.[5]
- Cària va resistir els atacs dels perses. Van lliurar una gran batalla al sud del Meandre, al riu Marsies, on van sofrir una derrota, però l'enemic va perdre un gran nombre d'homes. En una segona batalla, els caris en van sortir encara pitjor, però els milesis, que lluitaven al seu costat, van patir la pitjor part. El comandant persa Daurises va caure en una emboscada nocturna, que els caris li van posar a Pèdasa, i va morir amb els seus homes.[6]

### República Romana
- Tit Ebuci Helva i Publi Veturi Gemí Cicurí són elegits cònsols a Roma. Aquell any els cònsols assetgen Fidenes i conquereixen Crostumèria. Praeneste es revolta contra els llatins, abandona la Lliga llatina i fa una aliança amb els romans.[7]